# Kabinett Bittó

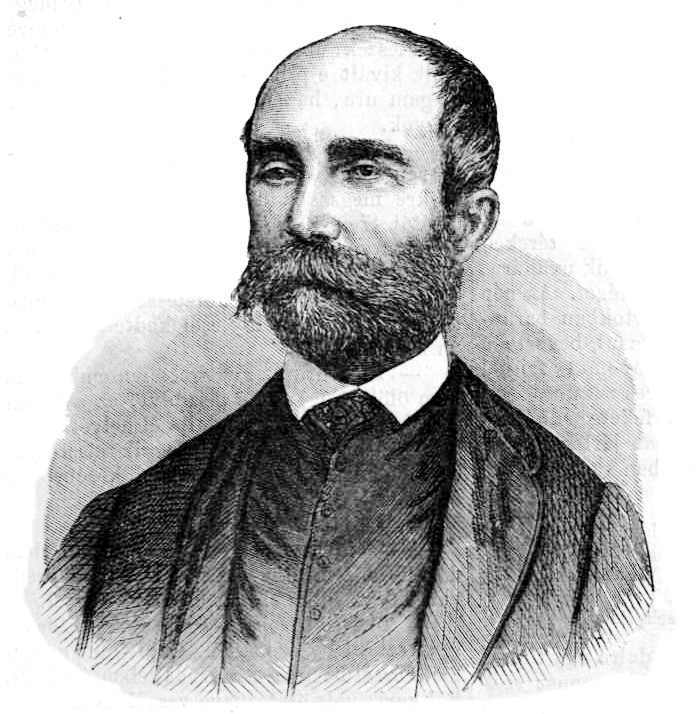
István Bittó

Das Kabinett Bittó war die Regierung des Königreichs Ungarn von 1874 bis 1875. Sie wurde vom ungarischen Ministerpräsidenten István Bittó am 21. März 1874 gebildet und bestand bis 2. März 1875.

## Minister
Parteien:
_ Deák Partei (Deák Párt)
_ Linkszentrum-Partei (Balközép Párt)
_ parteilos
| Amt                                                 | Amtsträger | Amtsträger        | Beginn der Amtszeit | Ende der Amtszeit |
| --------------------------------------------------- | ---------- | ----------------- | ------------------- | ----------------- |
| Ministerpräsident                                   |            | István Bittó      | 21. März 1874       | 2. März 1875      |
| Minister am Allerhöchsten Hoflager                  |            | Béla Wenckheim    | 21. März 1874       | 2. März 1875      |
| Justizminister                                      |            | Tivadar Pauler    | 21. März 1874       | 2. März 1875      |
| Minister für Cultus und öffentlichen Unterricht     |            | Ágoston Trefort   | 21. März 1874       | 2. März 1875      |
| Minister für öffentliche Arbeit und Communicationen |            | József Zichy      | 21. März 1874       | 2. März 1875      |
| Minister für Landesverteidigung                     |            | Béla Szende       | 21. März 1874       | 2. März 1875      |
| Minister des Innern                                 |            | Gyula Szapáry     | 21. März 1874       | 2. März 1875      |
| Minister für Ackerbau, Gewerbe und Handel           |            | György Bartal     | 21. März 1874       | 2. März 1875      |
| Finanzminister                                      |            | Kálmán Ghyczy     | 21. März 1874       | 2. März 1875      |
| Kroatisch-slawonisch-dalmatinischer Minister        |            | Péter Pejacsevich | 21. März 1874       | 2. März 1875      |